# Първа война на Папската държава с Кастро
Първа война на Папската държава с Кастро е първият от двата военни конфликта на Папската държава с Херцогство Кастро. Развива се в периода 1641 – 1644 г..

## Война
Войната започва по инициатива на папа Урбан VIII от рода Барберини. В желанието си да обезпечи бъдещето на своя род той предлага, затъналото в дългове към ватикански банкери, аристократично семейство Фарнезе и по-конкретно на Одорадо I Фарнезе (херцог на Парма и Пиаченца и херцог на Кастро) да продаде на рода Барберини наследствените права над Кастро. Херцогът отказва и през 1641 г. папската армия влиза в пределите на херцогството и го окупира.
След няколко неуспешни опита да завоюва земи в Тоскана херцог Одорадо I се обръща за помощ към венецианците, флорентинските Медичи и моденските Есте, обезпокоени от завоевателните стремежи на Барберини в Италия. Те оформят коалиция (лига), която нанася на Барберините поражение. Папа Урбан VIII първоначално заплашва с отлъчване всички участници в лигата. Папата се опитва да получи помощ от Испания, но тя е заета в Тридесетгодишната война и му праща само малки подкрепления. Папата увеличава данъците и мобилизира нови сили срещу лигата. Поставя ги под командването на военачалниците и негови роднини Антонио и Тадео Барберини, но папските войски претърпяват поражениe при Транзименското езеро (1643) и отново - фатално за развоя на войната, що се отнася до Папската държава, при Лагоскуро (1644). Впоследствие папата се принуждава да сключи Ферарския мир с лигата, възстановяващ статуквото.

## Мирен договор и последствия
Сключеният мирен договор с лигата на 31 март 1644 г. просто оставя всичко в довоенното му положение; въпреки материалните загуби амбициите на папата не са задоволени, а въпросът за завземането на Кастро става актуален предвид коствалите на Папството ресурси и престиж. След смъртта на папа Урбан VIII само няколко месеца след подписването на договора за негов наследник е избран Джовани Батиста Памфили - папа Инокентий X. Той веднага започва разследване, което установява, че финансирането на конфликта е струвало на папската хазна 12 000 000 скуди плюс допълнителни извънредни данъци. Антонио Барберини, Тадео Барберини и Франческо Барберини, военачалници от войната, са осъдени на изгнание. След години на Франческо и Антонио е позволено да се върнат в Рим.
През 1648 г. самият папа Инокентий X започва война с Кастро, която завършва с успех и присъединяване на херцогството към земите на папата.